# ピニャ・コラーダ
ピニャ・コラーダ（スペイン語: piña colada）はカクテルの1種。ラムをベースに、パイナップルジュースとココナッツミルクを砕いた氷と一緒にシェイクして作るロングドリンク。黄白色で甘みが強い。
Piña coladaは、スペイン語で「うらごししたパイナップル」の意味。材料として、パイナップルの果肉をよくすりつぶし、裏漉ししたジュースを材料とすることに由来する。
日本語のカタカナ表記としては、「・」（中黒）抜きや「ピニャ・カラーダ」というのも見受けられる。

## アメリカと日本での扱い
ピニャ・コラーダは、1970年代にマイアミやニューヨークで流行した。フローズン・スタイルに仕上げることもあり、1970年代に、マイアミやニューヨークでは、フローズン・スタイルにしたピニャ・コラーダを、アイスクリーム用のコーンに入れて食べることも流行した。対して日本では、ココナッツ・ミルクが日本でも比較的簡単に手に入るようになった1980年頃よりも前は、幻のカクテルと呼ばれていた。
なお、ピニャ・コラーダと類似したカクテルであるチチも、フローズン・スタイルに仕上げることもある。

## 背景

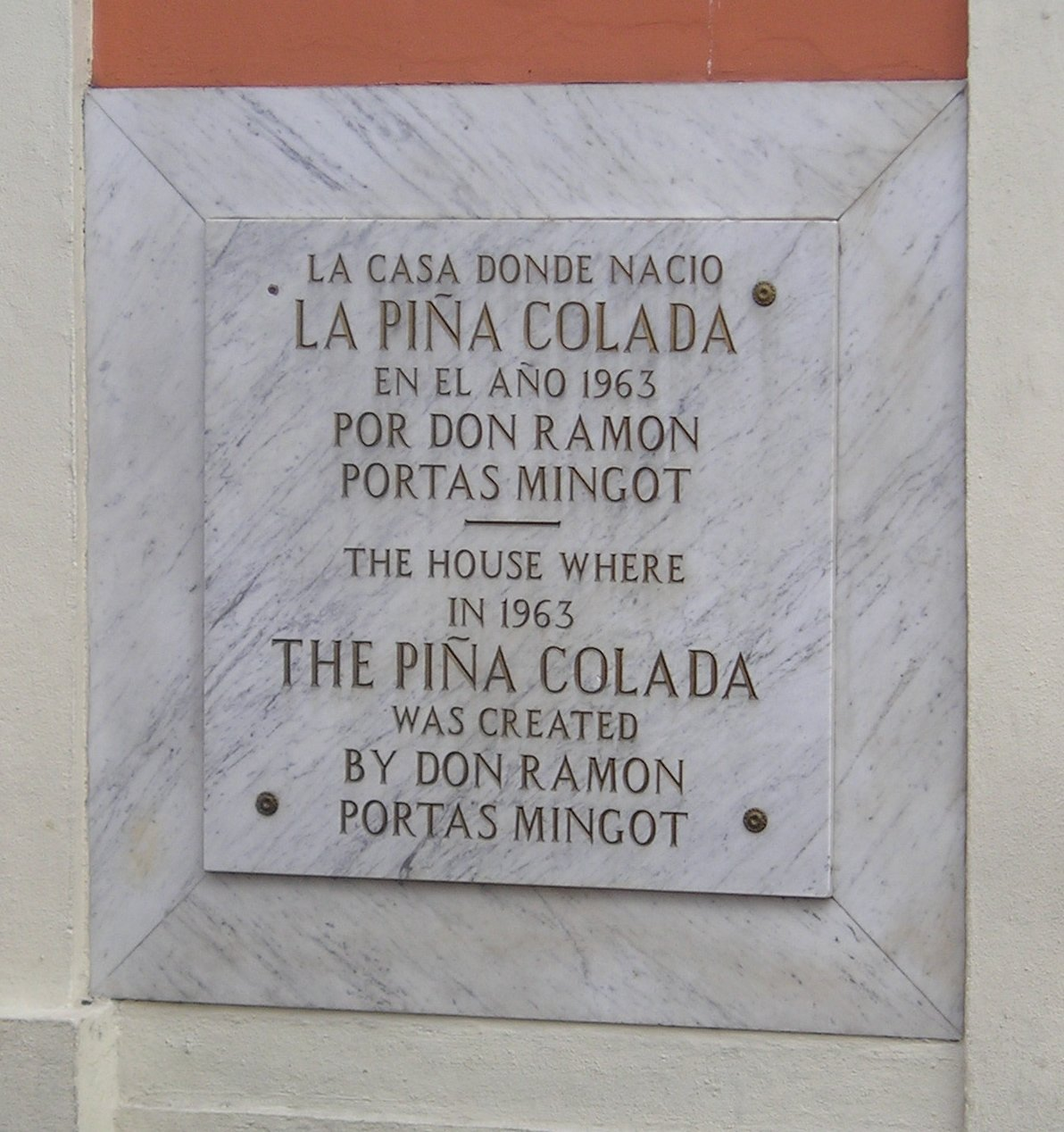
ピニャ・コラーダ発明を記念したプレート

- 1954年にプエルトリコのビエホ・サンフアンのバーで、Monchito（本名はRamon Marrero）というバーテンダーによって3つの材料（バカルディラム・パイナップル・ココナッツ）をミックスしたカクテルが考案された。現在では、建物の正面にはカクテルの発明を記念したプレートが飾られている。
- 1979年にルパート・ホルムズが歌い、後に「ザ・ピニャ・コラーダ・ソング」と副題がついたヒット曲[4]『エスケープ』には「If you like Pina Colada」というくだりがある。

## 標準的なレシピ
- ライト・ラム ： 30ml
- ココナッツ・ミルク ： 45ml
- パイナップル・ジュース ： 80ml

以上の材料を氷（やや大きめの氷）シェイカーに入れ、シェイクしたら、クラッシュド・アイスを入れたグラスに注ぐ。なお、グラスの縁にはパイナップルを飾る。

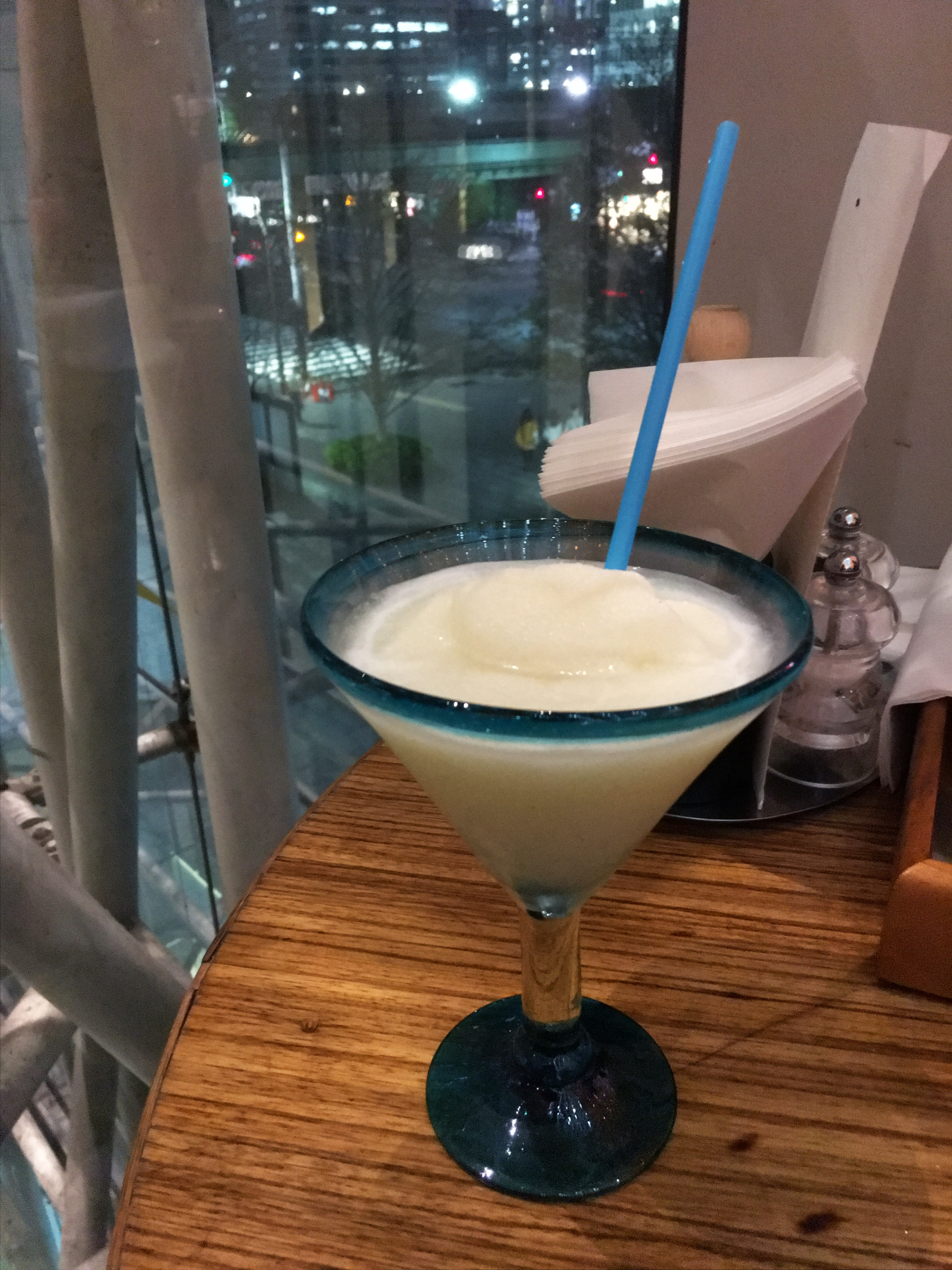
ピニャ・コラーダ

## バリエーション
- ダークとホワイトの2種類のラムをベースとして使用した場合は、「バイア」(Bahia)
- ラムを使用せず、エタノールを含まないものは「ヴァージン・ピニャ・コラーダ」(Virgin Piña Colada)
  - ヴァージン・ピニャ・コラーダは、片仮名の場合「ヴァージン・ピニャ・カラーダ」と表記されることもある。
  - ヴァージン・ピニャ・コラーダは、「ヴァージン・コラーダ」または「ヴァージン・カラーダ」と略されることもある。
- ラムの代わりにウォッカを使ったものはチチ(Chi Chi)
- ラムを抜いたノンアルコール・カクテル「ヴァージン・ピニャ・コラーダ」は、「チチ」のウォッカ抜きと考えて「ヴァージン・チチ」(Vergin Chi-Chi) とも言われる。
- ラムの代わりにマリブを使い、ココナッツ・ミルクを使用しないものは、「スタテン・アイランド・フェリー」。

### カラー・ピニャ・コラーダ
- ピニャ・コラーダに果実系のリキュールを加えて色鮮やかに仕上げた、ココナッツと果実の風味が豊かなカクテル。
  - ストロベリー・コラーダ（クレーム・ド・フレーズ）
  - ミドリ・メロン・コラーダ（Midori メロンリキュール）
  - ブルー・コラーダ（ブルーキュラソー）
  - アプリコット・コラーダ（クレーム・ダブリコ）

他に、クレーム・ド・カシスやカルーア等が用いられる場合もある。